# Paul Oehlkers
Paul Oehlkers (vollständiger Name Paul Friedrich Gustav Karl Oehlkers und auch Öhlkers; * 11. Juli 1862 in Hannover; † 30. Dezember 1922 ebenda) war ein deutscher evangelisch-lutherischer Theologe, Pastor und Seemannspastor sowie Vorsteher des Stephansstiftes.

## Leben

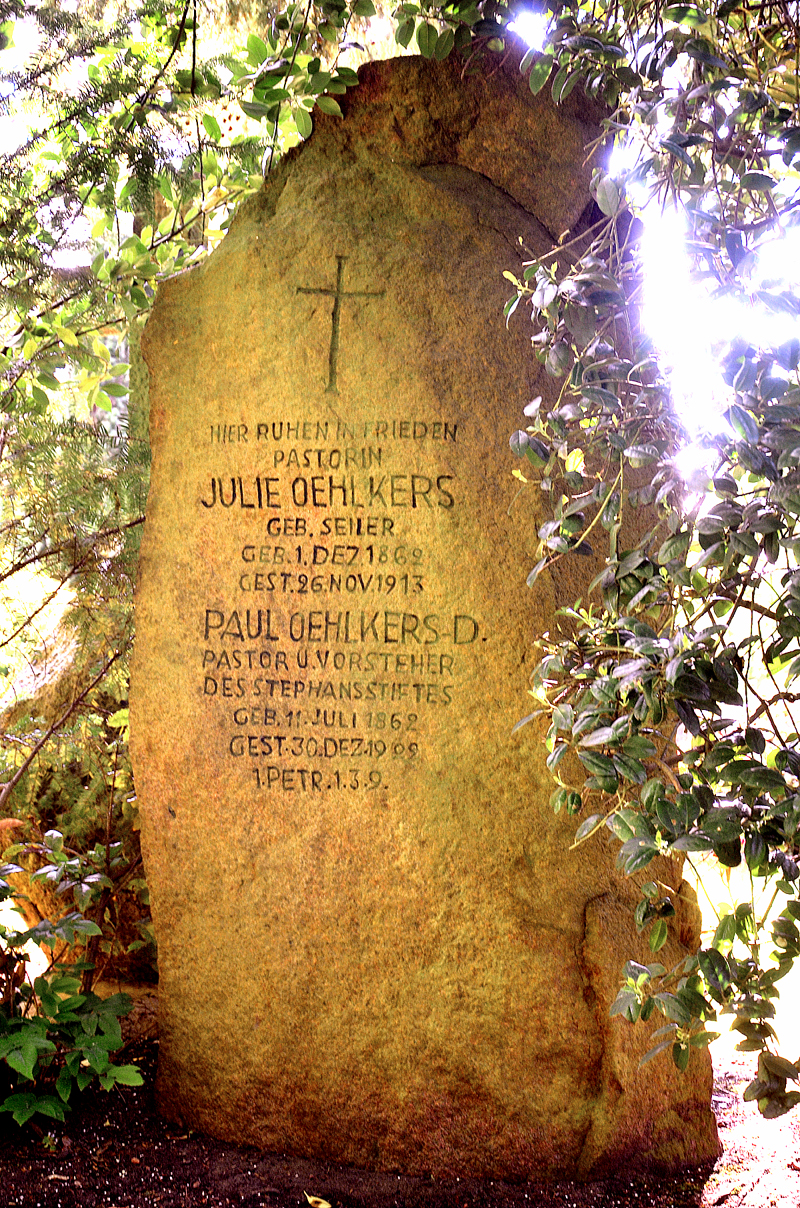
Findling als Grabstein für die Pastorin Julie Oehlkers, geborene Seiler (* 1. Dezember 1862; † 26. November 1913), und den Pastor und Stiftsvorsteher Paul Oehlkers auf dem Friedhof des Stephansstiftes in Kleefeld

Oehlkers nahm nach dem Schulbesuch und dem Studium eine Stelle als Hauslehrer in Bauske im damaligen Kurland an.
Von 1888 bis 1891 wirkte er als Pastor in dem kleinen Ort Sievershausen bei Einbeck. In Sievershausen im Solling wurde am 6. Mai 1890 sein Sohn Friedrich Oehlkers geboren, der spätere Botaniker.
Ab April 1891 arbeitete er einige Jahre als Seemannspastor, anfangs in der englischen Hafenstadt Cardiff in Wales, dann in Bremerhaven: Ab dem 1. April 1895 hielt sich Oehlkers „in Wesermünde-Lehe“ auf, wo er die Seemannsmission an der Unterweser gründete.
Am 17. Oktober 1897 übernahm Oehlkers in Hannover in der Nachfolge von Ludolf Wilhelm Fricke, das Amt des Vorstehers des dortigen Stephansstiftes, das er bis zu seinem Tod leitete. Unter seiner Führung vergrößerte sich die Einrichtung in vielerlei Hinsicht. Auch die Anzahl der dort ausgebildeten Diakone nahm rasch zu. Unter Oehlkers übernahm das Stift ab 1901 auch wichtige Aufgaben in der Jugendfürsorge.
Ebenfalls ab 1901 stand Oehlkers der Pastor Wilhelm Backhausen zur Seite, der die Leitung der Erziehungsarbeit innehatte „[...] und diese für ganz Deutschland mit neuen, wesentlichen Erkenntnissen bereicherte“. Unter der Führung der beiden Geistlichen wurde das Stift um ein Lehrlingsheim erweitert, um das Brüderhaus ergänzt sowie den Knabenhof, eine Schule am Heim sowie um die Erziehungsanstalt am Kronsberg.
Oehlkers war von September 1913 bis 1922 erster Vorsitzender des beim Kongress der Inneren Mission gegründeten Deutschen Diakonenverbandes.
Neben seinem Amt beteiligte er sich an zahlreichen kirchlichen und volksmissionarischen Projekten.
Nach dem Ersten Weltkrieg und am Höhepunktes der Deutschen Inflation trat Pastor Johannes Wolff die Nachfolge Oehlkers als Vorsteher des Stephansstiftes an.

## Ehrungen
- Im Stadtteil Hannover-Mittelfeld wurde eine 1952 angelegte Straße nach ihm benannt.[3]
- Das Paul-Oehlkers-Haus, eine Einrichtung der stationären Wohnungslosenhilfe in Hannover-Badenstedt und Abteilung des Karl-Lemmermann-Hauses, wurde nach dem Pastor benannt.[9]
- Das Oehlkershaus auf dem Geländes des Stephansstiftes wurde nach ihm benannt.[10]

## Schriften und Vorträge
- Wie es einem geht, der Bruder werden will. Stephansstift, Hannover [ca. 1908]
- Wie einer Blaukreuzler wurde und was er dabei erlebte. Stephansstift, Hannover [ca. 1908]
- Unser Siechenhaus. Stephansstift, Hannover [ca. 1910]
- Predigt, gehalten im Abendgottesdienst zum 50. Jubiläum der Kreuzkirche in Bremerhaven (= Der Pilger zur Heimath, Ausgabe 30) (1912), S. 97–99
- Das Hospitalschiff (= Bilder und Geschichte aus der deutschen Seemannsmission, Heft 2), 5.–8. Auflage, Deutsche Seemannsmission, Hamburg [1921]
- Die Missionsaufgabe der Kirche an ihrem Volk. Vortrag am 4. August 1921 auf der Tagung der Allgemeinen Evangelisch-Lutherischen Konferenz in Greiz (= Hefte der Allgemeinen Evangelisch-Lutherischen Konferenz, Heft 12), Dörffling & Franke, Leipzig 1922
  - elektronische Reproduktion: Deutsche Nationalbibliothek, Leipzig; Frankfurt am Main 2016
- Paul Oehlkers. Reden und Aufsätze. Aus seinem Nachlass herausgegeben und seinen Freunden gewidmet, 166 Seiten, Stephansstift,  Hannover 1925